# Pyrinia suniadaria
Pyrinia suniadaria là một loài bướm đêm trong họ Geometridae.